# Servage en Russie

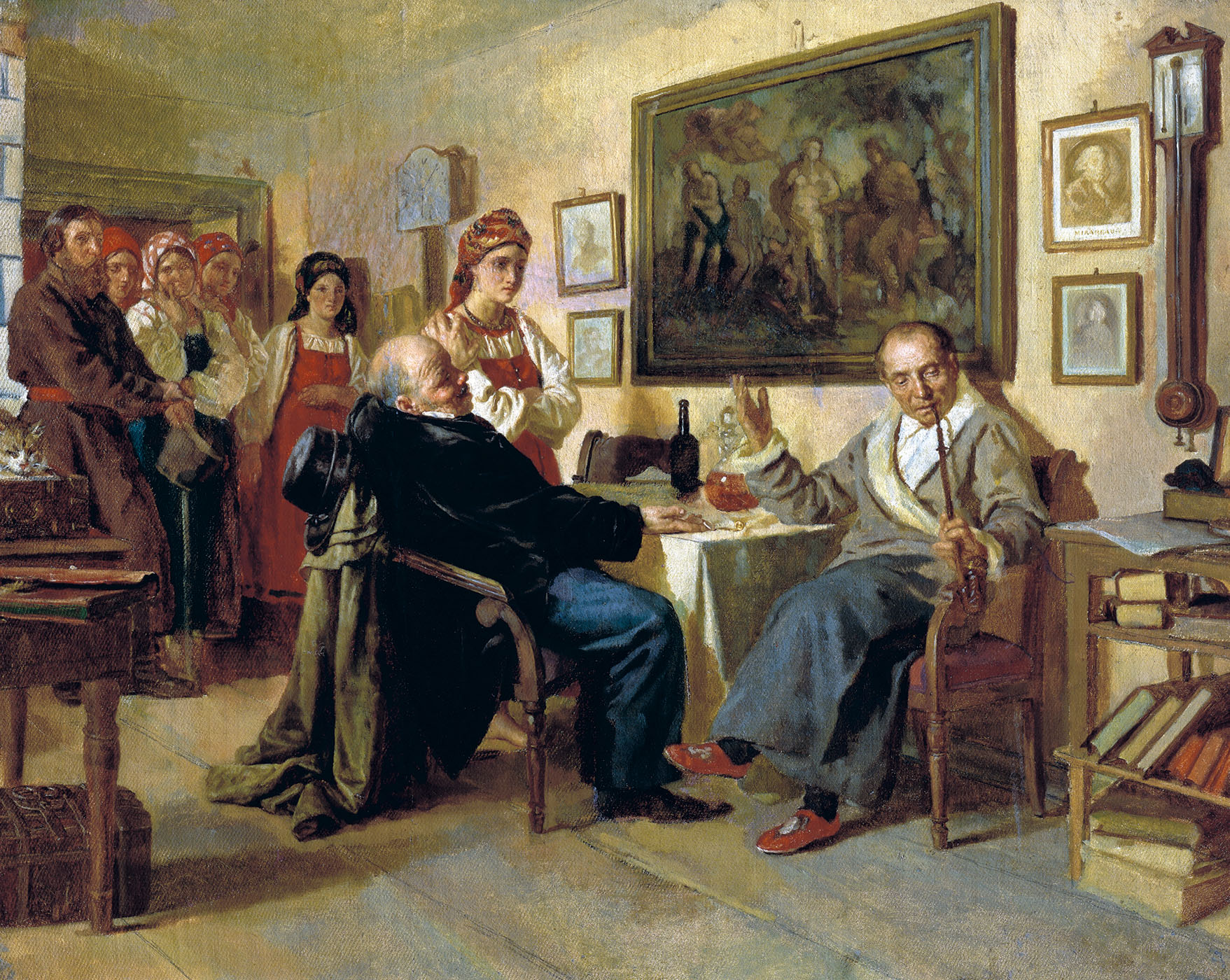
Nikolaï Nevrev, Vente d'une serve (1866).

Les origines du servage en Russie remontent à la Rus' de Kiev au XIe siècle. Les documents juridiques de l'époque, comme la Rousskaïa Pravda, distinguent plusieurs degrés de dépendance féodale des paysans. Le servage s'est cependant généralisé en Russie au XVIe siècle : il a été consacré par la loi de 1649 et a finalement été aboli le 3 mars 1861 par le tsar Alexandre II.

## Histoire

### Les origines
Les origines du servage en Russie remontent au XIe siècle, mais à cette époque seule une partie de la paysannerie est touchée par le servage avec des types exploitations comme le zakoup ou le kholop. Les paysans conservent cependant le droit de quitter leur seigneur.
Entre le XIIIe et le XVe siècle, la dépendance féodale s'applique à un nombre plus important de paysans, mais le servage n'était pas encore un phénomène généralisé. Au milieu du XVe siècle, certaines catégories de paysans sont alors autorisées à changer de seigneur durant une période limitée d'une semaine avant et après le 26 novembre, le jour dit de la Saint-Georges.
Le code juridique d'Ivan le Grand, le Soudiebnik rédigé en 1497, confirma officiellement ce délai et le généralisa dans tout le pays, ce qui renforça la dépendance des paysans et restreignit leur mobilité. L'interdiction pour les paysans de quitter leurs maîtres fut introduite par l'oukase de 1597, qui définit également le droit de rattraper et rechercher les paysans en fuite durant un délai de 5 ans.
Certains des nobles utilisèrent ces délais pour rechercher leurs serfs en fuite, d'autant plus que ceux qui étaient situés dans le Sud de l'empire accueillaient régulièrement des serfs en fuite. Cependant d'autres seigneurs envoyèrent des pétitions pour demander l'extension des délais de recherche. En 1642, le gouvernement russe établit ainsi une limite de 10 ans pour la recherche des serfs en fuite.
Le code d'Oulojénié de 1649 permit la recherche illimitée des serfs en fuite après les recensements de 1626 et de 1646-1647. Après cette réforme qui restreignait davantage la libre circulation de la paysannerie, la grande majorité de la paysannerie russe fut finalement réduite au servage. Leur fuite fut érigée en infraction pénale en 1658. Les propriétaires terriens russes finirent par obtenir la propriété presque illimitée sur les serfs de Russie. Les propriétaires fonciers purent ainsi transférer leurs serfs sans leurs terres à d'autres propriétaires, qui avaient donc la propriété personnelle du serf et de sa famille. Cependant, les propriétaires n'avaient pas le droit de tuer leurs serfs. Les quatre cinquièmes des paysans russes étaient des serfs selon les recensements de 1678 et 1719 ; les paysans libres étaient surtout présents dans le nord et le nord-est du pays.
Dans l'ensemble, le servage s'est développé en Russie beaucoup plus tardivement que dans les autres pays européens. L'esclavage demeura une institution importante en Russie jusqu'à la période de 1679 à 1723, où les esclaves agricoles et les esclaves domestiques sont respectivement convertis en serfs.
Il y eut de nombreuses rébellions contre cette servitude, le plus souvent en liaison avec les soulèvements cosaques, tels que les soulèvements d'Ivan Bolotnikov (1606-1607), de Stenka Razine (1667-1671), la rébellion de Boulavine (1707-1709), et d'Iemelian Pougatchev (1773 -1775). Entre la Guerre des Paysans russes (1773-1775) et le début du XIXe siècle, il y eut des centaines de foyers de rébellion à travers la Russie, et jamais la paysannerie n'était complètement au repos.
Au milieu du XIXe siècle, 81,6 % de la population était paysanne, 9,3 % de la population était classée en tant que bourgeoise ou marchande, 6,1 % était militaire, 1,3 % était issue de la noblesse et 0,9 % du clergé. En 1857, sur plus de 62,5 millions d'habitants de l'Empire russe, 23,1 millions avaient le statut de serf.

### Statut et cadre juridique
Avant l'abolition, le Code russe distinguait deux classes de serfs :
- Les serfs d'État, répartis entre serfs d'État (rapidement convertis en ouvriers des manufactures puis des usines d'État)[4] et serfs militaires ;
- Les serfs privés, répartis entre serfs terriens (liés au sol qu'ils valorisaient) et serfs domestiques (liés à leur maître).
- Les esclaves des peuples non chrétiens furent assimilés aux serfs privés.

Le quatrième tome du Codex des Lois de l'Empire russe (Свод), ou Code des conditions, régissait les classes sociales : personnes libres (noblesse, bourgeoisie, marchands, artisans libres, étrangers, paysans libres et francs colons, etc.) et serviles (serfs et esclaves assimilés aux serfs).
D'une manière générale, les serfs d'État étaient réputés jouir d'un meilleur statut que les militaires (soldats sans grades) et les serfs privés terriens. Les serfs domestiques, généralement mieux instruits, se voyaient parfois confier la gestion des affaires commerciales de leurs maîtres, qui ne pouvaient s'en occuper directement sous peine de déroger ; certains y réussissaient à tel point qu'ils parvenaient à se racheter. La plupart des familles libres d'origine servile (Tchekhov, Oulianov, etc.) proviendraient de tels affranchis.

#### Extraits duCode russe
- Les serfs terriens (État/privés) sont considérés comme des accessoires immeubles (Art. 235)[6] ;
- Les serfs militaires et domestiques privés sont assimilés aux meubles (Art 246)[7].
- Droits et devoirs des maîtres : Le maître, qui ne peut être qu'un noble chrétien orthodoxe russe[8], peut vendre, louer, gager ou donner en succession, et d'une manière générale, profiter du travail de ses serfs, comme bon lui semble[9], mais en bon chrétien[10] et dans le cadre de l'oukaze du 5 avril 1797[11]. Il doit gérer lui-même ses conflits domestiques, arbitrer leurs disputes patrimoniales et civiles[12], sauf en cas de crime de sang[13] ou de dispute commerciale (pour les serfs autorisés à commercer)[14]. Enfin, le maître doit assurer la subsistance et la santé de ses serfs, notamment en leur confiant la culture libre d'une parcelle suffisamment grande pour faire vivre toute leur famille. Tout serf est libre de dénoncer au tribunal civil le manquement de son maître à ces règles, sa cruauté ou tout autre débordement[15] ; en cas de condamnation du maître, celui-ci est contraint d'émanciper le serf ainsi que sa famille et de lui verser une soulte.
- Droits et devoirs des serfs : Le serf doit obéir et travailler pour son maître, dans le respect de la morale et de la religion chrétienne et dans le strict cadre de l'Oukaze de 1797. Il a autorité maritale et paternelle sur sa famille[16] et doit jouir librement de tous les meubles qui composent sa maison[17]

Ceci représente la loi au moment de l’émancipation. Auparavant, depuis plusieurs siècles, les « serfs » étaient assujettis à la vente sans terre et étaient donc plutôt des esclaves. Ceci se voit, par exemple, dans Les Âmes mortes de Nikolai Gogol, qui traite du commerce de serfs.

### La fin du servage
Le 3 mars 1861, ou le 19 février selon le calendrier julien en vigueur en Russie, tous les serfs furent libérés dans une grande réforme agraire, stimulée par la crainte exprimée par Alexandre II, qui préférait libérer les paysans plutôt que d'attendre qu'ils gagnent leur liberté par des soulèvements. Dans l'ancien territoire de la Pologne, l'affranchissement des serfs n'aura lieu qu'en 1864, à la suite de l'insurrection de Janvier 1863.
Après la réforme, un quart de paysans reçurent des parcelles de 12 000 m2 (soit 1,2 hectare) par homme et la moitié entre 0,85 à 1,14 hectare, soit moins que la surface nécessaire pour la subsistance d'une famille. La paysannerie est ainsi obligée de louer un grand nombre de surfaces, voire de quitter une propriété trop petite, ce qui a engendré des migrations massives.

## Servage et esclavage
Le servage en Russie et l'esclavage aux États-Unis voient leurs fins respectives quasi contemporaines. Trois points communs caractérisent le servage et l'esclavage, ils disparaissent tous deux à peu près à la même période (1861 en Russie, 1865 aux États-Unis), se constituent aux périphéries du système européen et sont dus principalement à une pénurie aiguë de main-d'œuvre face à un excédent presque illimité et inutilisé de terre arable.
En ce sens, le servage russe et l'esclavage américain remplissent des rôles sociaux et économiques semblables dans le développement des deux pays.
Les planteurs américains et les seigneurs russes partagent également des similarités. Ils possèdent des êtres humains, ont le droit de s'approprier le produit de leur travail et exercent le pouvoir de réglementer leur vie et contrôler leur activité dans tous les domaines. Les différences sont liées au contexte historique. Les seigneurs russes, les pomechtchiki, sont des rentiers et ne vivent pas sur leurs terres, tandis que les planteurs sudistes sont présents sur leurs exploitations.
Les deux classes de maîtres avaient développé une idéologie pour justifier l'existence du servage et de l'esclavage. Ces idéologies partageaient l'idée d'inégalité naturelle entre les hommes, l'une fondée sur un racisme, l'autre sur l'inégalité des classes sociales.
La situation respective des serfs et des esclaves dépendait fortement des maîtres. Les serfs réussirent plus facilement que les esclaves à obtenir une certaine indépendance. Cela est lié à plusieurs différences. Tout d'abord les serfs n'étaient pas déracinés contrairement aux esclaves noirs américains. Les serfs bénéficiaient de la continuité historique et des traditions. La vente et la dispersion des familles de serfs en Russie était quelque chose de rare contrairement aux esclaves américains.
Au milieu du XIXe siècle, l’esclavage est en cours d'abolition dans le monde atlantique et la dénonciation de la servitude sous ses différentes formes se diffuse également en Russie.
Selon Peter Kolchin, le servage russe était une forme d'esclavage ou « ressemblait de près » à l'esclavage. Selon Vladimir Ilitch Lénine, « toute différence de fait entre l'esclave et le serf avait disparu ». D'après R. Hellie, la Russie constitue une exception majeure dans l’histoire de l’humanité, en tant qu'unique pays où la mise en esclavage aurait été pratiquée par des gens appartenant au groupe techniquement dominant sur d’autres du même groupe.
Selon Michael Confino, spécialiste en histoire de la Russie et de l'Europe de l'Est, la grosse différence repose sur le fait que le servage portait sur une collectivité tandis que l'esclavage était un état individuel en droit aussi bien qu'en fait. Les serfs étaient des sujets de l'empire et l'empire ne défendait pas exclusivement les intérêts des classes de seigneurs. C'est pourquoi sociologiquement, selon Michael Confino, les serfs n'étaient pas des esclaves malgré les similitudes.

## Sources
- (en) Cet article est partiellement ou en totalité issu de l’article de Wikipédia en anglais intitulé « Serfdom in Russia » (voir la liste des auteurs).
- Livre IV du Code des Lois de la Russie Impériale ou Code des Conditions (compilation de 1845)